# Municipio de Lewis and Clark
El municipio de Lewis and Clark (en inglés: Lewis and Clark Township) es un municipio ubicado en el condado de San Luis en el estado estadounidense de Misuri. En el año 2010 tenía una población de 37217 habitantes y una densidad poblacional de 768,55 personas por kilómetro cuadrado.

## Geografía
El municipio de Lewis and Clark se encuentra ubicado en las coordenadas 38°50′40″N 90°19′14″O / 38.84444, -90.32056. Según la Oficina del Censo de los Estados Unidos, el municipio tiene una superficie total de 48.43 km², de la cual 43.17 km² corresponden a tierra firme y (10.84 %) 5.25 km² es agua.

## Demografía
Según el censo de 2010, había 37217 personas residiendo en el municipio de Lewis and Clark. La densidad de población era de 768,55 hab./km². De los 37217 habitantes, el municipio de Lewis and Clark estaba compuesto por el 61.7 % blancos, el 33.34 % eran afroamericanos, el 0.2 % eran amerindios, el 1.47 % eran asiáticos, el 0.05 % eran isleños del Pacífico, el 0.79 % eran de otras razas y el 2.45 % pertenecían a dos o más razas. Del total de la población el 2.39 % eran hispanos o latinos de cualquier raza.